# LnB信用市集
LnB信用市集為台灣一金融科技（FinTech）公司，提供的服務為網路借貸（P2P Lending），由瑞保網路科技股份有限公司（以下簡稱瑞保網科）開發營運。為台灣第一家取得金管會專案核准、與銀行合作之網路借貸公司。
該公司提供個體和個體之間通過網際網路平台實作的直接借貸。申貸方（債務人）於平台上提出借貸需求，同時需提供借貸目的、財力證明等相關資訊佐證，經過資格審核後，申貸案件方可於平台上架。依照申貸方的信用評等、借款總額及貸款期數，計算出每期應償還之利息及本金，投資人（債權人）則可自由選擇申貸案件直接投資。該公司並無提供債務總額分割之服務，仲介之服務手續費抽成為該公司收入來源。

## 平台特色
線上媒合借貸雙方與風險保護機制為LnB信用市集最初之特色。到了2017年8月15日，LnB信用市集開始提供使用者小額投資，申貸人金額可由多方取得。

### 風險保護機制
在LnB信用市集裡，案件可分為有風保及無風保，只有有風保之案件才有風險保護機制 （页面存档备份，存于）處理。

#### 風險保護之案件
若申貸人為自營商、因職業關係無法準確評估收入，該案件便不會納入風險保護機制。若希望自己投資的案件受機制保護，在挑選投資標的時，請認明盾牌標章；有標註盾牌標章之案件即為風保案件。

#### 壞帳發生與賠償
依不同年期及申貸人之信用評等，每個受風險保護機制保護的案件會有不同的保護比例。當有風保案件遇到申貸人逾期180天未還款時，債權將自動由投資人轉至LnB風險補償金專戶，並以未償還本金做為賠付基準。

#### 比例動態調整
LnB風險保護機制包含專利的動態調整設計；每季調整一次。 依景氣狀況、實際壞帳率與預估值有調整、當風險保護專戶水位變化，LnB會調整申貸人需負擔的風險保護提撥金，或動態調整各項評等對應的風險保護比例。

### 借貸案件投資
自2017年8月15日起，LnB信用市集開始提供使用者小額投資 （页面存档备份，存于）。不同於以往只能一人借錢給一人，LnB信用市集讓投資人能以最小單位 1,000 元出資給不同案件（即申貸人）。

### 智能顧問蘿蔔投（Robo Invest）
自 2017年8月15日起，LnB信用市集開始提供使用者智能顧問蘿蔔投+（Robo Invest） （页面存档备份，存于），使用其獨家技術協助投資人在目標獲利下達到分散風險。目前方案有：平衡型（預估年化報酬率7.9%~8.9%）、積極型（預估年化報酬率9.0%~10.1%）。蘿蔔投+採複利計算，且可於案件進行中出售債權。

## 大事件紀錄

### 2016
- 2016年4月17日取得「矽谷創業之神」陳五福投資[3]

### 2017
- 2017年5月4日啟動五四青年運動，無償幫助年輕人在缺乏資金及營運經驗的情況下，可以得到豐富的經驗建議，以及用零利率借貸資金。[4]
- 2017年8月15日小額分散投資上線，最小可單筆投資 1,000 元[5]
- 2017年8月15日智能顧問蘿蔔投（Robo Invest）上線，協助投資人在目標獲利下達到分散風險[6]

### 2018
- 2018/05/16 攜手渣打銀行合作，推動完全數位化線上信貸體驗（經台灣金融監督管理委員會專案許可）[7]。此為全台第一個和銀行合作之P2P借貸服務，在全球間也僅為少數。此服務在 LnB信用市集稱為 LnB適配 （页面存档备份，存于），除原本平台之借貸媒合服務外，提供金額需求大、承作年齡外等條件之申貸人，多一個合作機構投資人方式取得資金。此申貸轉介優惠方案不同於一般書面或線上直接向渣打銀行申請。